# Lekcjonarz 14
Lekcjonarz 14 (według numeracji Gregory-Aland), oznaczany przy pomocy siglum ℓ 14 – rękopis Nowego Testamentu pisany minuskułą na pergaminie w języku greckim z XVI wieku. Służył do czytań liturgicznych.

## Opis rękopisu
Kodeks zawiera wybór lekcji z Ewangelii do czytań liturgicznych, na 348 pergaminowych kartach (27,2 cm na 19,1 cm). Część kart kodeksu zaginęła. Lekcje pochodzą z Ewangelii Jana, Mateusza i Łukasza. Stosuje noty muzyczne (neumy).
Tekst rękopisu pisany jest dwoma kolumnami na stronę, 22 linijek w kolumnie.

## Historia
Paleograficznie datowany jest na wiek XVI. Rękopis badał Johann Jakob Wettstein, Scholz, Paulin Martin.
Obecnie przechowywany jest we Francuskiej Bibliotece Narodowej (Gr. 315) w Paryżu.
Rękopis jest rzadko cytowany w naukowych wydaniach greckiego Novum Testamentum Graece Nestle-Alanda (UBS3).